# Diamangou
Der Diamangou ist ein saisonaler rechte Nebenfluss des Niger in Burkina Faso und Niger.

## Verlauf
Der Fluss entspringt in dem Nordosten Burkina Fasos. Er fließt in östliche Richtung. Der Diamangou mündet im Niger von rechts in den Fluss Niger.

## Hydrometrie
Durchschnittliche monatliche Durchströmung des Diamangou an der hydrologischen Station in Tamou, etwa 50 km vor der Mündung, gemessen in m³/s.